# 探索コスト
探索コスト（たんさくコスト、英: search cost）は取引コストやスイッチング・コストの一種で、情報収集や代案探索にかかる費用を意味する。
完全合理的な消費者であれば、効用を最大化するために、限界費用が限界便益を上回るまで、より良い商品やサービスを求めて探索を続ける。しかしそのためには、多くの代案を考え、それを評価するために必要な情報を収集し、その代案の成果を計算し、他の代案と比較することが必要となる。この作業にかかる探索コストは時として膨大になり、それを差し引いた後の効用は最大化されなくなる可能性がある。
探索コストを考慮するときの効用の最大化を追求する理論は最適探索（optimal search）の理論、または探索の最適停止（optimal stopping）の理論と呼ばれ、労働市場における求職活動の分析などに応用されている。

## 分類
探索コストは、外部コストと内部コストに分類される。
外部コスト情報を得たりする金銭的コストや探索の機会費用を含む。外部コストは消費者にはどうすることもできない。消費者ができることはコストを払うかどうかを選択するだけである。
内部コスト探索を行ったり、入ってくる情報を整理したり、消費者が知っている情報をまとめたりする精神的な労力のことである。内部コストは消費者の探索能力によって決定し、知識や教育や訓練に先立ち知能によって決定する。これらの内部コストは、限定合理性の研究を背景に持つ。

## 例
インターネットは探索コストを削減してくれると予想されている。その例の一つは電子商取引である。インターネットによって探索コストが十分に低くなり、消費者が小売店を利用する代わりに直接自分で取引するにつれて、仲介業者を排除して直接生産者と消費者が取引する状況を生み出すと予想されていた。
この結果として低価格が実現し、店ごとの値段のバラつきは少なくなるだろうとされる。